# Илия Тръчков
Илия Тръчков е български революционер - анархист, участник в солунските атентати.

## Биография
Илия Тръчков е роден в 1884 година във Велес, тогава в Османската империя.
Става член на кръга на „Гемиджиите“, докато учи в Солунската българска мъжка гимназия, и участва в солунските атентати през 1903 година. Вечерта на 15 април Димитър Мечев, Илия Тръчков и Милан Арсов извършват атентат на жп линията Солун-Цариград, при което са повредени отчасти локомотивът и няколко вагона на минаващия влак, без да пострадат пътниците.
Прави неуспешен опит да взриви австрийската поща, след което хвърля бомби сред тълпата на главната улица. На 16 април Димитър Мечев и Илия Тръчков не успяват да взривят резервоара на фабриката за светилен газ, след това в квартирата си дават последно сражение на турските полицаи. Хвърлят над 60 бомби, умишлено се излагат на куршумите и умират.